# Лейкемічний провал
Лейкемічний провал — гематологічний феномен, який характеризується наявністю у крові бластних (недозрілих) та дорослих клітинних форм і відсутністю клітин середнього рівня розвитку (промієлоцити, метаміелоцити) . Зустрічається при гострих лейкозах.